# Lagune de Fuente de Piedra
La lagune de Fuente de Piedra (en espagnol : Laguna de Fuente de Piedra) est une zone humide située dans le nord de la province de Malaga, sur la commune de Fuente de Piedra, en Espagne. La lagune est protégée et on y trouve la Réserve naturelle Lagune de Fuente de Piedra. 

## Géographie et hydrologie

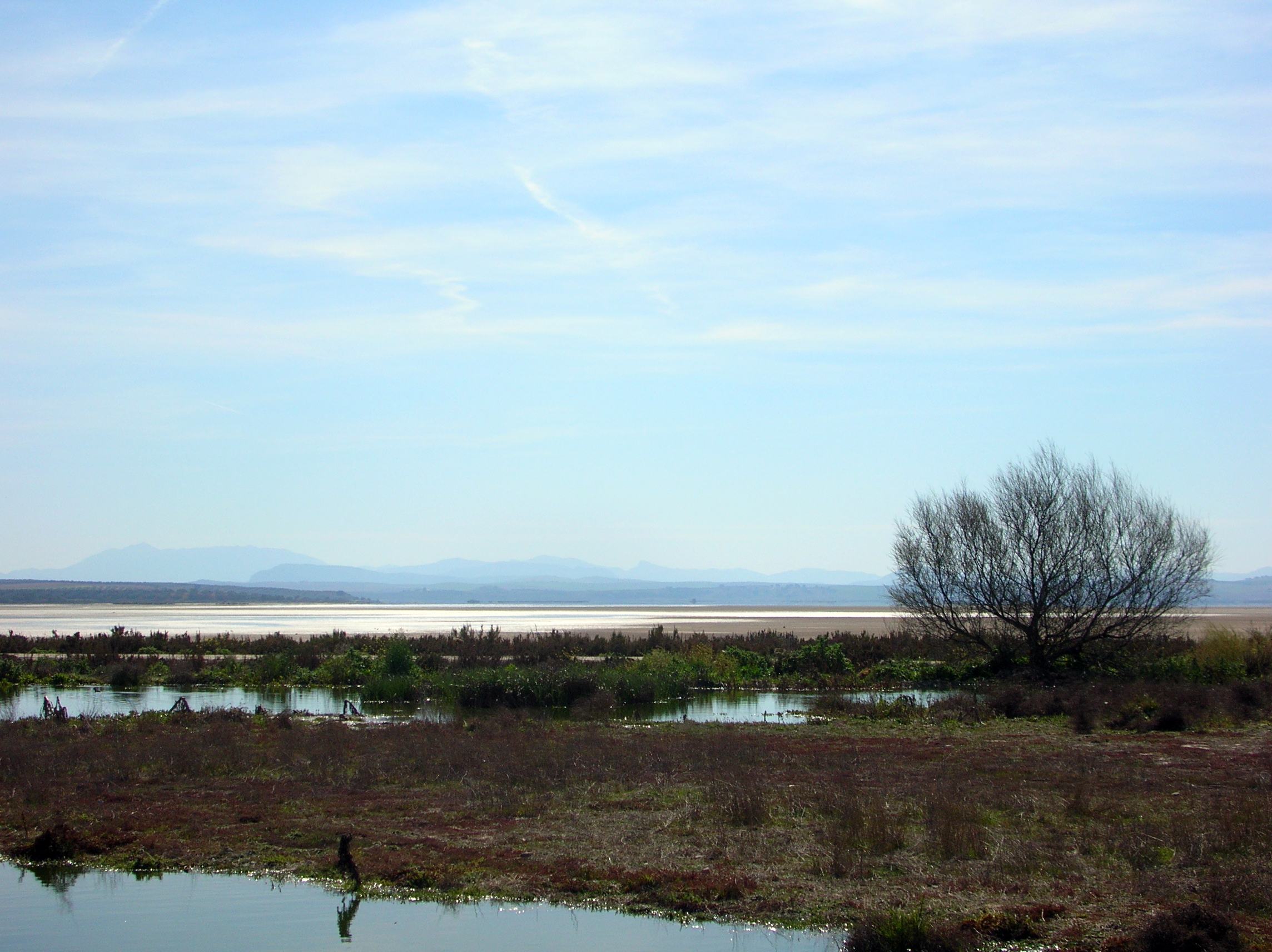
Les rives de la lagune.

C'est la lagune la plus grande d'Andalousie, d'une longueur de 6,5 km, du nord-est au sud-ouest, et d'une largeur de 2,5 km. Elle recouvre 1 365 ha de zone protégée, dont 164 ha constituent la réserve naturelle. Elle constitue le niveau de base et de drainage naturel d'un bassin endoréique de 153 km2. La lagune de Fuente de Piedra, les six lagunes des zones humides de Campillos et la lagune de la Ratosa forment un complexe lagunaire dont les caractéristiques sont similaires, autant du point de vue hydrographique que du point de vue de la faune et de la flore qu'on y trouve. Chacune de ces zones est un élément nécessaire au reste du complexe pour le maintien des communautés d'oiseaux.
La lagune connaît des états fluctuant durant l'année entre inondation et sécheresse. Ce bassin endoréique s'approvisionne grâce aux pluies, au ruissellement et aux eaux souterraines. Quatre cours d'eau se jettent dans la lagune : le ruisseau de Santillán au nord (le plus important, qui parcourt 7 km depuis la Sierra de la Camorra avant d'arriver à la lagune), le ruisseau d'El Charcón (ou de Humilladero) au nord-ouest, ceux de los Arenales à l'ouest et de Mari Fernández au nord-est, les deux derniers étant à sec la majeure partie de l'année. Los Arenales est connu pour déborder fréquemment sur la fin de son parcours, formant une zone humide d'eau douce connue sous le nom de Los Lagunetos (les petites lagunes) ou de Cantarranas. Au nord se trouvent d'autre petites lagunes d'eau douce ; la plus importante d'entre elles s'appelle Laguna Dulce del Pueblo (lagune douce du village),.
L'assèchement du bassin ne se fait que par évaporation. Le sol du bassin est riche en sel (chlorure de sodium) et en gypse. Le sel se dissout dans l'eau de la lagune pendant l'hiver, lorsque la température de l'air se trouve en moyenne entre 9,8 et 13,4 °C, voire en dessous. Dès le printemps et jusqu'à la fin de l'été, lorsque la température monte aux alentours de 30 °C), la lagune s'assèche et le sel cristallise à la surface. Ce sel fut exploité à des fins commerciales depuis la Rome Antique et jusque dans les années 1950. Des vestiges des digues utilisées pour évacuer l'eau et ainsi faciliter la sédimentation sont encore visibles au XXIe siècle.

## Saliculture
L'exploitation du sel de la lagune date de la Rome Antique. En 1880, des canaux sont creusés, permettant l'écoulement de l'eau salée de la lagune pour sa récupération. Le premier canal parcourt son grand axe et le second l'entoure totalement. Sur la berge sud, les eaux de la rivière las Tinajas sont déviées vers la lagune par un tunnel d'1 km de long. En 1892, la société française Badel Frères et cie est chargée de la saliculture. Peu après, le tunnel de communication avec las Tinajas est inondé, rendant son exploitation impossible. En 1930, la Sociedad Agrícola Salinera (Société Agricole Salicole) se charge de l'exploitation jusque dans les années 1950. En 1982, la lagune est rachetée par l'Institut pour la Conservation de la Nature (Instituto para la Conservación de la Naturaleza - ICONA) qui la déclare refuge national de chasse.

## Réserve naturelle
L'arrêt de l'exploitation du sel permet à la lagune de retrouver un équilibre naturel et l'arrivée de nombreux oiseaux aquatiques qui utilisent les îlots et les digues pour la nidification. La lagune est déclarée zone humide d'importance internationale de catégorie B selon la Convention de Ramsar le 8 août 1983, et zone de protection spéciale relative à la conservation des oiseaux sauvages en 1988. La réserve est gérée, par l'intermédiaire de l'Agence pour l'environnement (Agencia de Medio Ambiente), par les administrations locale et de la communauté autonome andalouse, par des universités, des associations d'agriculteurs, etc.,. De nouveaux îlots sont artificiellement créés pour couvrir les besoins des colonies d'oiseaux.

## Faune

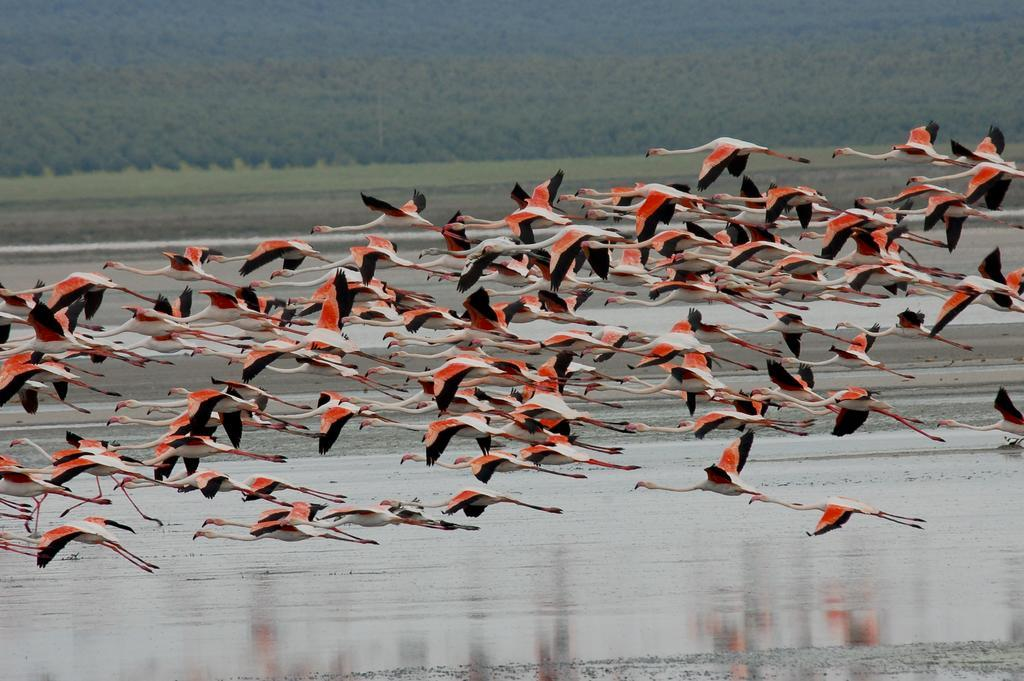
Des flamants roses sur la lagune de Fuente de Piedra

On recense 213 espèces de vertébrés sur la lagune, 172 d'entre elles étant des oiseaux, pour lesquels l'endroit est un important lieu de nidification, de séjour hivernal et une halte migratoire. Les reptiles et les amphibiens, en raison de la salinité importante du sol, sont très peu nombreux. Au total, 46 espèces d'oiseaux se reproduisent sur la lagune, comme la mouette rieuse, le goéland railleur, des limicoles comme l'échasse blanche, l'avocette élégante et le pluvier à collier interrompu, des canards comme le canard colvert et la nette rousse ou des passereaux comme la bergeronnette printanière. La colonie de sterne hansel est la plus grande et la plus stable d'Europe. La lagune héberge, entre mars et juillet, durant la période de nidification, 13 000 flamants roses, ce qui représente la plus grande colonie de la péninsule Ibérique et la deuxième plus grande d'Europe. On trouve en outre entre novembre et février des gruidés, des anatidés comme le canard souchet et certains limicoles. En période migratoire, on retrouve des limicoles et des rapaces comme le balbuzard pêcheur, le milan, le circaète Jean-le-Blanc ou la bondrée apivore,.
Une grande partie des flamants nés à Fuente de Piedra passent l'hiver au Maroc, principalement à l'embouchure de la Moulouya, dans la lagune de Nador ou dans le parc national de Souss-Massa.

## Flore
La végétation de la zone d'influence de la lagune est principalement méditerranéenne. On y trouve des buissons, des jonchaies et des tamaris comme tamarix africana. Mais les eaux salées de la lagune permettent en outre le développement de plantes halophytes comme les salicornes ou les soudes.
La végétation entourant la réserve tend à disparaître progressivement en raison de la culture intensive (céréales, tournesols, oliviers, amandiers) dont elle fait l'objet et dont la seule limite, au-delà de la zone protégée, est celle de la salinité du sol.

## Sources
- (es) Laguna de Fuente de Piedra, site de José Luís Pérez Córdoba (université de Grenade)